# 云周街道
云周街道是中华人民共和国浙江省温州市瑞安市下辖的一个街道办事处。

## 沿革
云周街道原为云周乡，1992年由原云江乡和周苌乡合并而设。2000年，云周乡同飞云镇、林垟镇、阁巷镇合并设立飞云镇。2011年，飞云镇撤销，设立飞云、南滨2个街道。
2015年12月25日，从飞云街道分拆云周街道。调整后，云周街道辖25个行政村(上步、下汇、下洞、半河、潭头、十八江、少埠、刘宅、门台、周村、上河、繁荣、杏垟、中洲、坳头、高园、杏里、干桥、铁炉、社门、西山、马头、高旺、黄垟、卓岙)，办事处驻繁荣村。

## 行政区划
云周街道下辖以下村级行政区划单位：
黄垟社区、侨贸社区、站西社区、中洲村、繁荣村、杏里村、十八江村、朝阳村、周河村、瑞南村、祥峰村、周苌村和富强村。

## 知名人物
十八江村为著名作家彭文席故里。